# Den Lyserøde Panter På Hemmelig Mission I Udlandet
Den Lyserøde Panter På Hemmelig Mission I Udlandet er et adventure computerspil udgivet i 1996, der lærer børn om seks forskellige lande der besøges af Den lyserøde panter. Landende Panter besøger er England, Egypten, Kina, Bhutan, Indien og Australien.
Hokus Pokus Panter er en efterfølger til Hemmelig mission i Udlandet der blev udgivet i 1999.

## Plot
Panter bliver sendt på en lejr, ChillyWawa, en sommerlejr for begavede børn, for at beskytte børnene, men så snart Panter ankommer til lejeren begynder børnene at opføre sig sært og ofte modsat deres natur samt kultur. Panter er derfor nødt til at rejse verden rundt, men er konstant efterfulgt af udspekulerede ansatte fra firmaet "Better Camping Bureau", for at kunne løse mysteriet og bringe alt tilbage i sin rette orden.